# Bernard Capelle
Bernard Capelle (Paul Alexandre Léon Capelle Henry de Faveaux), né le 8 février 1884 à Namur (Belgique) et décédé le 29 octobre 1961) à Louvain (Belgique), fut le deuxième abbé de l'abbaye bénédictine du Mont-César à Louvain, de 1928 à 1952. 
Il contribua au renouveau liturgique qui culmina lors du Concile Vatican II et aboutit à l'adoption de la langue vernaculaire pour la liturgie catholique.

## Biographie
Capelle était le fils du procureur du roi, Albert Capelle (1857-1930) et d'Émilie Danis (1861-1939). Albert Capelle était d'un ancienne famille namuroise (son père était notaire en cette ville) et avait fait rajouter à son nom le patronyme Henry de Faveaux, qui avait été celui de la famille éteinte de sa grand-mère. 
Paul Capelle étudia au collège Notre-Dame de la Paix des jésuites de Namur. Il entra ensuite au séminaire et fut envoyé faire ses études à l'Université grégorienne à Rome. Il obtint les degrés de docteur en philosophie (1904), théologie (1908) et sciences bibliques (1912).
Le 10 août 1906 Capelle est ordonné prêtre. De 1912 à 1918 il fut vicaire à Gembloux. Attiré par la vie monastique, il entra à l'abbaye de Maredsous en 1918. Il y fut chargé de la rédaction de la Revue bénédictine, et enseigna la théologie dogmatique au Mont-César et l'histoire de l'Église à Maredsous.
Le 23 janvier 1928, les voix des moines du Mont-César se portèrent unanimement sur lui pour l'élire comme abbé : dom Capelle prit ainsi la succession de dom Robert de Kerchove. Le 15 février, il reçut la consécration abbatiale et choisit comme devise: "Nihil Christo Carius".
Il démissionna le 26 novembre 1952.

## Évènements importants
Sous son abbatiat plusieurs évènements sont à signaler:
- 1929 : fondation de la revue théologique Recherches de Théologie Ancienne et Médiévale[2].
- 1936 : construction de la grande porte d'entrée de l'abbaye.
- 1944 : (11-12 mai) bombardements et importants dégâts à l'abbaye qui devint momentanément inhabitable.
- 1948 : (23 décembre) le projet d'une fondation à Wavreumont est accepté.
- 1949 : (8 septembre) cinquantième anniversaire de la fondation de l'abbaye.
- 1952 : (21 juin) les moines du Mont-César fondent le monastère de Wavreumont, relevant la tradition de l'ancien monastère Saint-Remacle de Stavelot.

Capelle fut en 1936 nommé professeur ordinaire d'histoire de la liturgie à l'Université catholique de Louvain. En 1956 il accéda à l'éméritat et, en 1957, fut honoré d'un doctorat honoris causa de son université.

## Publications
- Le prêtre et la liturgie, 1929
- Notes de théologie ambrosienne, dans: Recherches de Théologie ancienne et médiévale, avril 1931
- Religion et Liturgie, Ed. de L'ACJB, 1942
- Pour une meilleure intelligence de la messe, Paris, Desclée, 1946
- Perennité de saint Benoit, in: Revue Générale Belge, A. Goemaere, Bruxelles, 1947
- Le Christ, idéal du prêtre, 1951
- Problèmes textuels de la préface romaine, dans: Recherches de science religieuse, 1951/52, p. 139-150
- L'œuvre liturgique de S. Gélase, dans: Theol. Studies II(2), 1951, p. 129-144.
- Missel Quotidien Vespéral publié par les moines du Mont César, Ed. du Mont César, 1951, 1956, 1960, etc.
- Les liturgies "basiliennes" et Saint Basile, dans: Un témoin archaïque de la liturgie copte de S. Basile, J. Doresse et Dom E. Lanne, 1960
- L'antienne 'In Paradisum,', dans: Travaux liturgiques 3, 1967, p. 261-65.